# Tragere pe roată

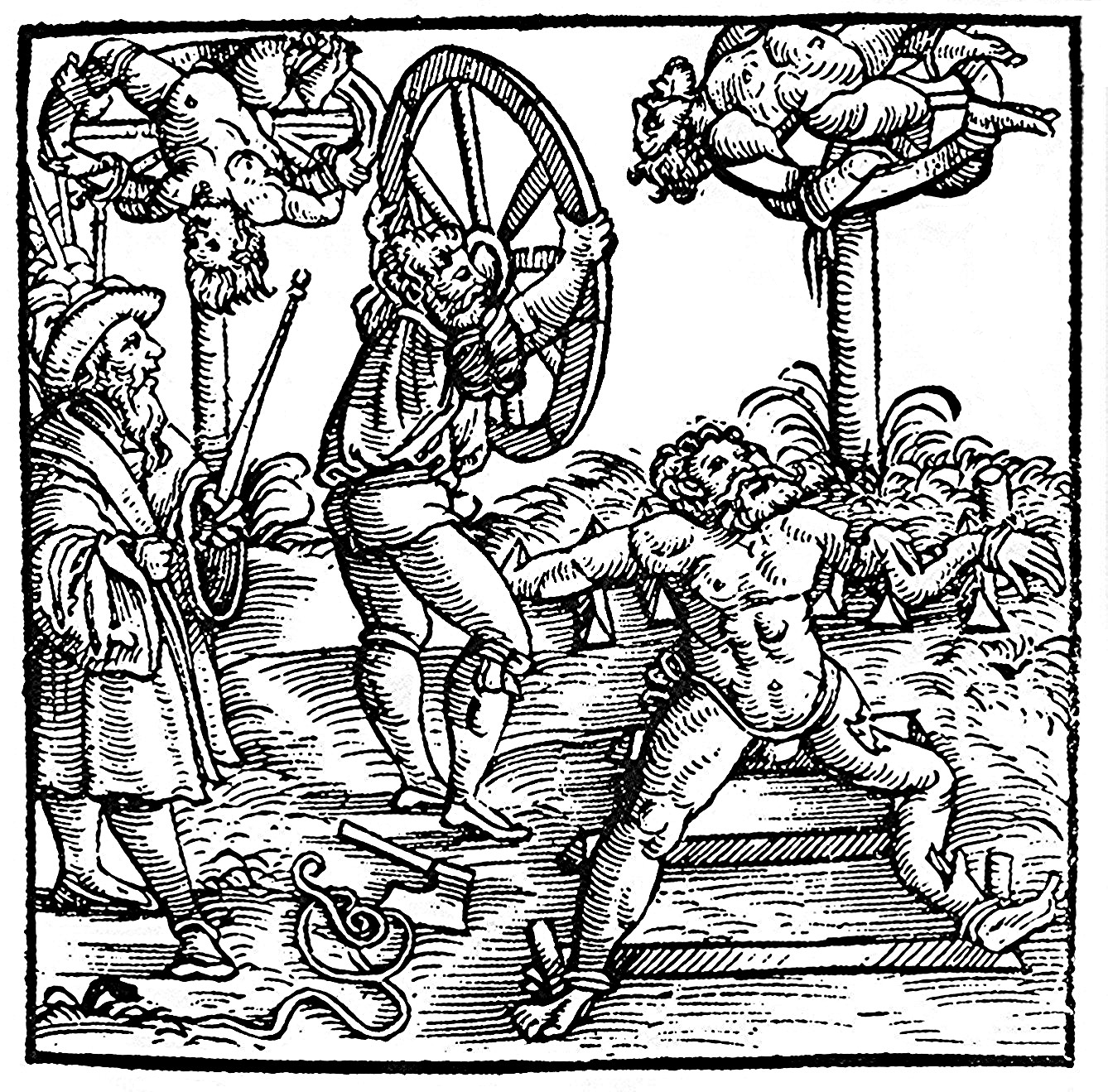
„Executarea clasică“ - Tragere pe roată de lemn cu muchia ascuţită (1586)

Tragere pe roată, a fost o metodă de execuție care nu mai are loc în zilele noastre. Ea era practicată cu o roată grea folosită de călău cu care frângea oasele condamnatului. Cu această metodă erau executați hoții de drumul mare, răsculații, criminalii.